# Medal „Astana”
Medal „Astana” (kaz. «Астана» медалі) – odznaczenie państwowe Republiki Kazachstanu. Medal został ustanowiony Dekretem Prezydenta Republiki Kazachstanu z dnia 2 czerwca 1998 nr 3963 na cześć stolicy Kazachstanu.

## Statut
Medal „Astana” nadawany jest obywatelom Republiki Kazachstanu i obcokrajowcom, którzy wnieśli znaczący wkład w rozwój społeczno-gospodarczy Kazachstanu, szczególnie w budowę jego stolicy – Astany.

## Opis
Medal „Astana” ma kształt koła o średnicy 34 mm i jest wykonany ze stopu tombaku.
Awers medalu przedstawia rezydencję Prezydenta Kazachstanu w mieście Astana. W tle po lewej stronie widać fragment budynku parlamentu Kazachstanu, a po prawej jeden z nowoczesnych wieżowców. W górnej części medalu widnieje fragment słońca z flagi Kazachstanu, pod której promieniami wypisano łukiem napis Қазақстан. U dołu medalu znajduje się napis Астана wykonany czcionką turecką, a pod nim element kazachskiej ornamentyki ludowej.
Na rewersie medalu przedstawiony jest mityczny skrzydlaty lampart. Poniżej data 1998. Wzdłuż krawędzi medalu wypisano różnojęzyczne napisy СТОЛИЦА, ASTANA, CAPITAL oddzielone od siebie gwiazdkami.
Medal połączony jest z pięciokątną zawieszką w stylu radzieckim za pomocą oczka i pierścienia. Wysokość zawieszki wynosi 50 mm, szerokość w najszerszym miejscu to 50 mm. Zawieszka pokryta jest wstążką: jej lewy dolny róg jest czerwony, a główny kolor po prawej stronie to błękit z flagi Kazachstanu.
Medal jest wybijany w Mennicy Kazachstanu w Ust-Kamienogorsku.